# Grad Jastrebarsko
Grad Jastrebarsko är en stad i Kroatien.   Den ligger i länet Zagrebs län, i den centrala delen av landet, 29 km sydväst om huvudstaden Zagreb.